# Agrotis septentrionalis
Agrotis septentrionalis là một loài bướm đêm trong họ Noctuidae.